# Lijst van NGC-objecten

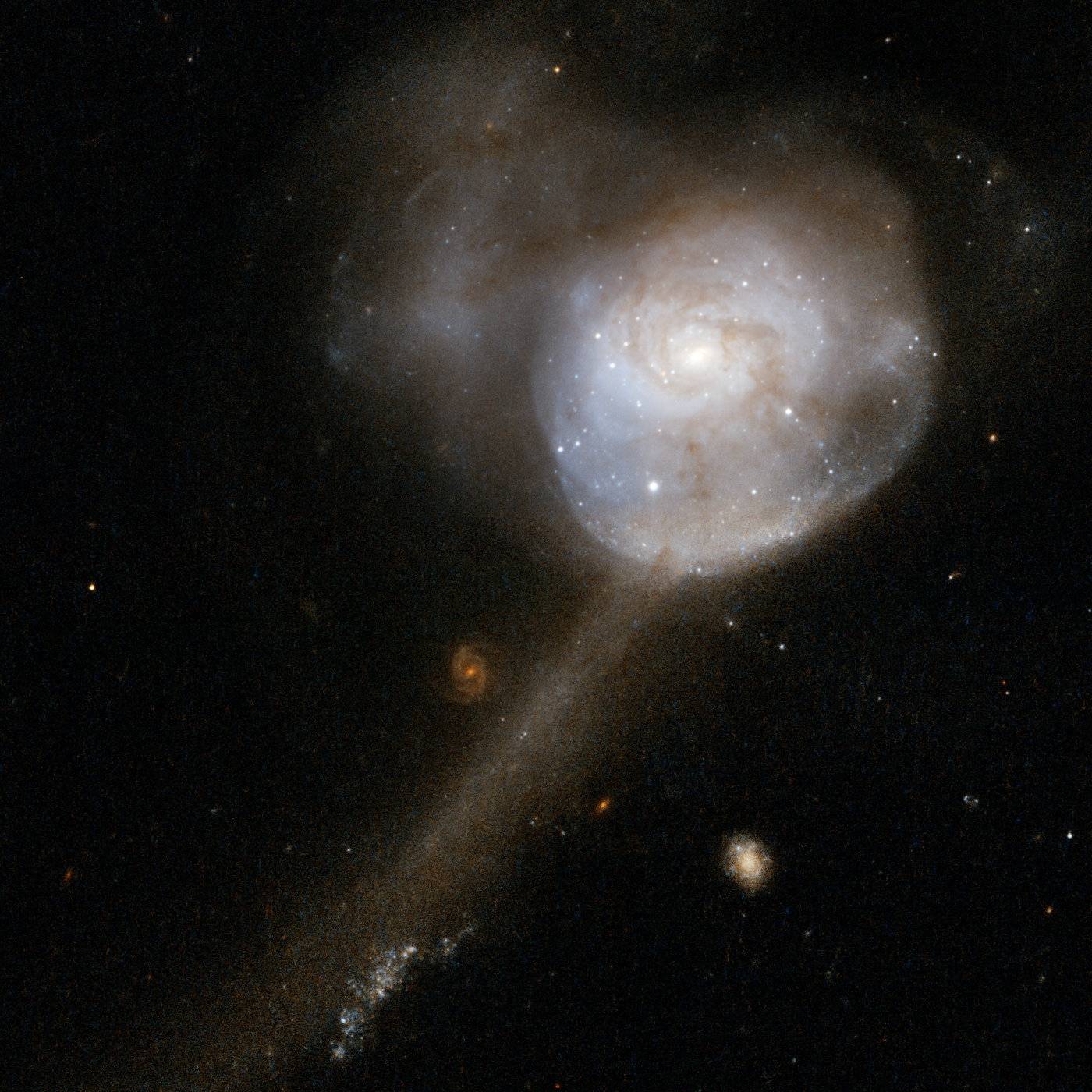
NGC 17

Hieronder volgen de lijsten van NGC-objecten. De lijsten bevatten ook informatie over het sterrenbeeld, rechte klimming, declinatie en de magnitude van het NGC-object. Ze zijn gerangschikt per 100 objecten.

## 1 - 1000

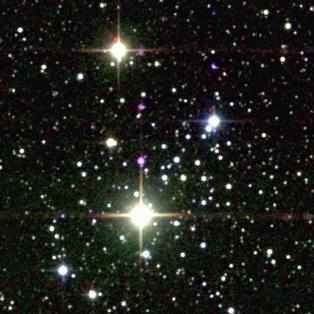
NGC 581

- Lijst van NGC-objecten 1-100
- Lijst van NGC-objecten 101-200
- Lijst van NGC-objecten 201-300
- Lijst van NGC-objecten 301-400
- Lijst van NGC-objecten 401-500
- Lijst van NGC-objecten 501-600
- Lijst van NGC-objecten 601-700
- Lijst van NGC-objecten 701-800
- Lijst van NGC-objecten 801-900
- Lijst van NGC-objecten 901-1000

## 1001 - 2000
- Lijst van NGC-objecten 1001-1100
- Lijst van NGC-objecten 1101-1200
- Lijst van NGC-objecten 1201-1300
- Lijst van NGC-objecten 1301-1400
- Lijst van NGC-objecten 1401-1500
- Lijst van NGC-objecten 1501-1600
- Lijst van NGC-objecten 1601-1700
- Lijst van NGC-objecten 1701-1800
- Lijst van NGC-objecten 1801-1900
- Lijst van NGC-objecten 1901-2000

## 2001 - 3000
- Lijst van NGC-objecten 2001-2100
- Lijst van NGC-objecten 2101-2200
- Lijst van NGC-objecten 2201-2300
- Lijst van NGC-objecten 2301-2400
- Lijst van NGC-objecten 2401-2500
- Lijst van NGC-objecten 2501-2600
- Lijst van NGC-objecten 2601-2700
- Lijst van NGC-objecten 2701-2800
- Lijst van NGC-objecten 2801-2900
- Lijst van NGC-objecten 2901-3000

## 3001 - 4000
- Lijst van NGC-objecten 3001-3100
- Lijst van NGC-objecten 3101-3200
- Lijst van NGC-objecten 3201-3300
- Lijst van NGC-objecten 3301-3400
- Lijst van NGC-objecten 3401-3500
- Lijst van NGC-objecten 3501-3600
- Lijst van NGC-objecten 3601-3700
- Lijst van NGC-objecten 3701-3800
- Lijst van NGC-objecten 3801-3900
- Lijst van NGC-objecten 3901-4000

## 4001 - 5000
- Lijst van NGC-objecten 4001-4100
- Lijst van NGC-objecten 4101-4200
- Lijst van NGC-objecten 4201-4300
- Lijst van NGC-objecten 4301-4400
- Lijst van NGC-objecten 4401-4500
- Lijst van NGC-objecten 4501-4600
- Lijst van NGC-objecten 4601-4700
- Lijst van NGC-objecten 4701-4800
- Lijst van NGC-objecten 4801-4900
- Lijst van NGC-objecten 4901-5000

## 5001 - 6000
- Lijst van NGC-objecten 5001-5100
- Lijst van NGC-objecten 5101-5200
- Lijst van NGC-objecten 5201-5300
- Lijst van NGC-objecten 5301-5400
- Lijst van NGC-objecten 5401-5500
- Lijst van NGC-objecten 5501-5600
- Lijst van NGC-objecten 5601-5700
- Lijst van NGC-objecten 5701-5800
- Lijst van NGC-objecten 5801-5900
- Lijst van NGC-objecten 5901-6000

## 6001 - 7000
- Lijst van NGC-objecten 6001-6100
- Lijst van NGC-objecten 6101-6200
- Lijst van NGC-objecten 6201-6300
- Lijst van NGC-objecten 6301-6400
- Lijst van NGC-objecten 6401-6500
- Lijst van NGC-objecten 6501-6600
- Lijst van NGC-objecten 6601-6700
- Lijst van NGC-objecten 6701-6800
- Lijst van NGC-objecten 6801-6900
- Lijst van NGC-objecten 6901-7000

## 7001 - 7840
- Lijst van NGC-objecten 7001-7100
- Lijst van NGC-objecten 7101-7200
- Lijst van NGC-objecten 7201-7300
- Lijst van NGC-objecten 7301-7400
- Lijst van NGC-objecten 7401-7500
- Lijst van NGC-objecten 7501-7600
- Lijst van NGC-objecten 7601-7700
- Lijst van NGC-objecten 7701-7800
- Lijst van NGC-objecten 7801-7840